# كيث دوفي
كيث دوفي (بالإنجليزية: Keith Duffy)‏ هو مغني وممثل أيرلندي، ولد في 1 أكتوبر 1974 في جمهورية أيرلندا.

## وصلات خارجية
- كيث دوفي على موقع IMDb (الإنجليزية)
- كيث دوفي على موقع ألو سيني (الفرنسية)
- كيث دوفي على موقع ميوزك برينز (الإنجليزية)
- كيث دوفي على موقع أول موفي (الإنجليزية)
- كيث دوفي على موقع أول ميوزيك (الإنجليزية)
- كيث دوفي على موقع ديسكوغز (الإنجليزية)
- كيث دوفي على موقع قاعدة بيانات الفيلم (الإنجليزية)
- كيث دوفي على موقع كينوبويسك (الروسية)